# SN 2011be
SN 2011be – supernowa typu Ia odkryta 25 marca 2011 roku w galaktyce A092252+2159. W momencie odkrycia miała maksymalną jasność 17,70m.